# Robert Kennedy Remembered
Robert Kennedy Remembered ist ein Kurzfilm von 1968, eine Hommage an Robert F. Kennedy von Charles Guggenheim.

## Handlung

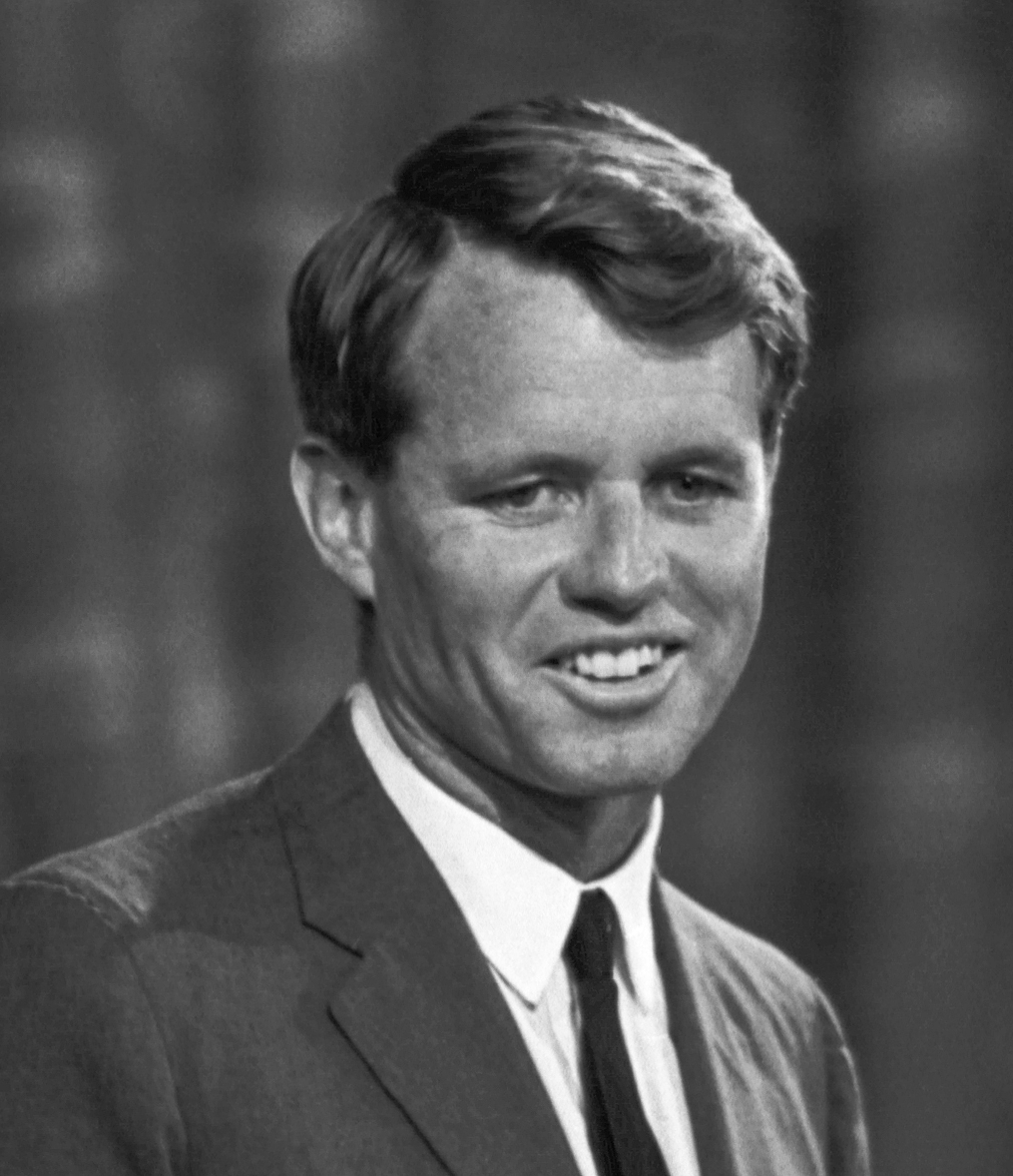
Robert Kennedy

Der Film beginnt mit dem Begräbnis des bei einem Attentat ermordeten Robert F. Kennedy und zeigt, wie sich der Begräbniszug langsam nach Washington, D.C. fortbewegt. 
Charles Guggenheim zollt mit seinem Film einem Mann Respekt, der, nachdem sein Bruder John F. Kennedy als amtierender Präsident der Vereinigten Staaten ermordet worden war, ebenfalls das Präsidentenamt anstrebte. Gezeigt werden die triumphalen Momente in Kennedys Leben, aber auch die Tragödien werden nicht ausgeklammert. Wochenschauaufnahmen und Archivbilder bilden die Grundlage für den Film.

## Produktion und Hintergrund
Der Film wurde innerhalb von vier Wochen hergestellt, zwei Monate nach Robert Kennedys Ermordung. Von der Guggenheim Production wurde rund um die Uhr daran gearbeitet. Robert Kennedy Remembered lief am 26. August 1968 auf allen TV-Kanälen in den Vereinigten Staaten gleichzeitig.
Der Schauspieler Richard Burton sprach die verbindenden Texte. Robert Kennedys Familie hatte den Film in Auftrag gegeben.
Robert F. Kennedy (20. November 1925 – 6. Juni 1968) war ein US-amerikanischer Politiker. Er war einer der jüngeren Brüder des US-Präsidenten John F. Kennedy. Ebenso wie dieser, fiel er einem Attentat zum Opfer. Gerade als er als aussichtsreicher Anwärter das US-Präsidentenamt anstrebte, wurde er in der Nacht vom 4. auf den 5. Juni im Ballsaal des Hotels Ambassador in Los Angeles angeschossen und lebensgefährlich verletzt. Einen Tag später erlag Kennedy seinen schweren Verletzungen. Sein Mörder Sirhan Sirhan sitzt seine Strafe, die nach einer Gesetzesänderung von einem 1969 ergangenen Todesurteil in eine lebenslange Haft umgewandelt wurde, im Staatsgefängnis von Coalinga in Kalifornien ab.

## Kritik
In der Los Angeles Times war zu lesen, Robert Kennedy Remembered sei eine „ergreifende Filmbiografie, die den Geist, die Qualität und das Engagement Robert Kennedys, sein Leben und Werk in [Erinnerung bringe].“ […] Während man zuschaue, entwickle sich ein tiefes Gefühl von Verlust und man erlebe die tragische Verschwendung noch einmal.

## Auszeichnungen
- 1969 wurde Guggenheims Film in der Kategorie „Bester Kurzfilm“ mit dem Oscar ausgezeichnet.
- American Film Festival – Ausgezeichnet mit dem Blue Ribbon Award 1969
- CINE – Ausgezeichnet mit dem Golden Eagle Award 1968
- National Academy of Television Arts and Sciences DC Chapter – Emmy Award 1968[5]